# Nusco
Nusco är en kommun i provinsen Avellino, i regionen Kampanien. Kommunen hade 4 153 invånare (2017) och gränsar till kommunerna Bagnoli Irpino, Cassano Irpino, Castelfranci, Lioni, Montella, Montemarano, Sant'Angelo dei Lombardi, Torella dei Lombardi.